# Thaumastognathia tanseimaruae
Thaumastognathia tanseimaruae là một loài chân đều trong họ Gnathiidae. Loài này được Shimomura & Tanaka miêu tả khoa học năm 2008.